# Rupirana cardosoi
Genre
Espèce
Statut de conservation UICN

 NT  : Quasi menacé
Rupirana cardosoi, unique représentant du genre Rupirana, est une espèce d'amphibiens de la famille des Leptodactylidae.

## Répartition
Cette espèce est endémique de l'État de Bahia Au Brésil. Elle se rencontre dans le parc national de la Chapada Diamantina vers 1 200 m d'altitude dans la partie Nord de la Serra do Espinhaço.

## Description
Les mâles mesurent de 27,3 à 31,2 mm et les femelles de 30,2 à 34,4 mm

## Taxinomie
Ce genre a été déplacé de la famille des Cycloramphidae à celle des Leptodactylidae par Fouquet, Blotto, Maronna, Verdade, Juncá, de Sá & Rodrigues en 2013.

## Étymologie
Le nom du genre Rupirana vient du latin rupes, le rocher, et de rana, la grenouille, en référence à l'habitat de ce genre. L'espèce est nommée en l'honneur d'Adão José Cardoso.

## Publication originale
- Heyer, 1999 : A new genus and species of frog from Bahia, Brazil (Amphibia: Anura: Leptodactylidae) with comments on the zoogeography of the Brazilian campos rupestres. Proceedings of the Biological Society of Washington, vol. 112, no 1, p. 19-39 (texte intégral).